# Joseph Đăng Đúc Ngân
Joseph Đăng Đúc Ngân (ur. 8 grudnia 1957 w Hanoi) – wietnamski duchowny rzymskokatolicki, w latach 2016–2023 biskup Ðà Nẵng, w latach 2023 –2025 arcybiskup koadiutor Huế, od 2025 arcybiskup Huế. 

## Życiorys
Święcenia kapłańskie przyjął 8 grudnia 1987 i został inkardynowany do archidiecezji hanojskiej. Był m.in. sekretarzem arcybiskupim, proboszczem parafii katedralnej oraz wikariuszem generalnym.
12 października 2007 został mianowany biskupem Lạng Sơn i Cao Bằng. Sakry biskupiej udzielił mu 3 grudnia 2007 abp Joseph Ngô Quang Kiệt.
12 marca 2016 papież Franciszek mianował go biskupem Đà Nẵng.
21 września 2023 został mianowany arcybiskupem koadiutorem Huế. 
24 maja 2025 został nominowany arcybiskupem metropolitą Huế. Paliusz otrzymał z rąk papieża Leona XIV w dniu 29 czerwca 2025.